# La tempesta
La tempesta (bra: Tempestade) é um filme ítalo-franco-iugoslavo de 1959, dos gêneros aventura, drama, épico, guerra e romance, dirigido por Alberto Lattuada, roteirizado pelo diretor, Louis Peterson e Ivo Pirelli, baseado no livro A filha do capitão de Alexander Pushkin, com música de Piero Piccioni.

## Sinopse
Jovem oficial russo a caminho de seu posto salva duma tempestade de neve o homem que viria a ser o líder cossaco de uma rebelião.

## Elenco
- Silvana Mangano....... Masha
- Van Heflin....... Emelyan Pugachov
- Viveca Lindfors....... Catarina 2ª
- Geoffrey Horne....... Piotr Grinov
- Robert Keith....... Capitão Miranov
- Agnes Moorehead....... Vassilissa Mironova
- Oskar Homolka....... Savelic
- Helmut Dantine....... Svabrin
- Vittorio Gassman....... Promotor
- Fulvia Franco....... Palaska
- Finlay Currie....... Conde Grinov
- Laurence Naismith....... Major Zurin
- Al Silvani....... Papa Gerasim
- Nevenka Mikulic....... Akulina
- Milivoje Zivanovic